# Oxidació tèrmica

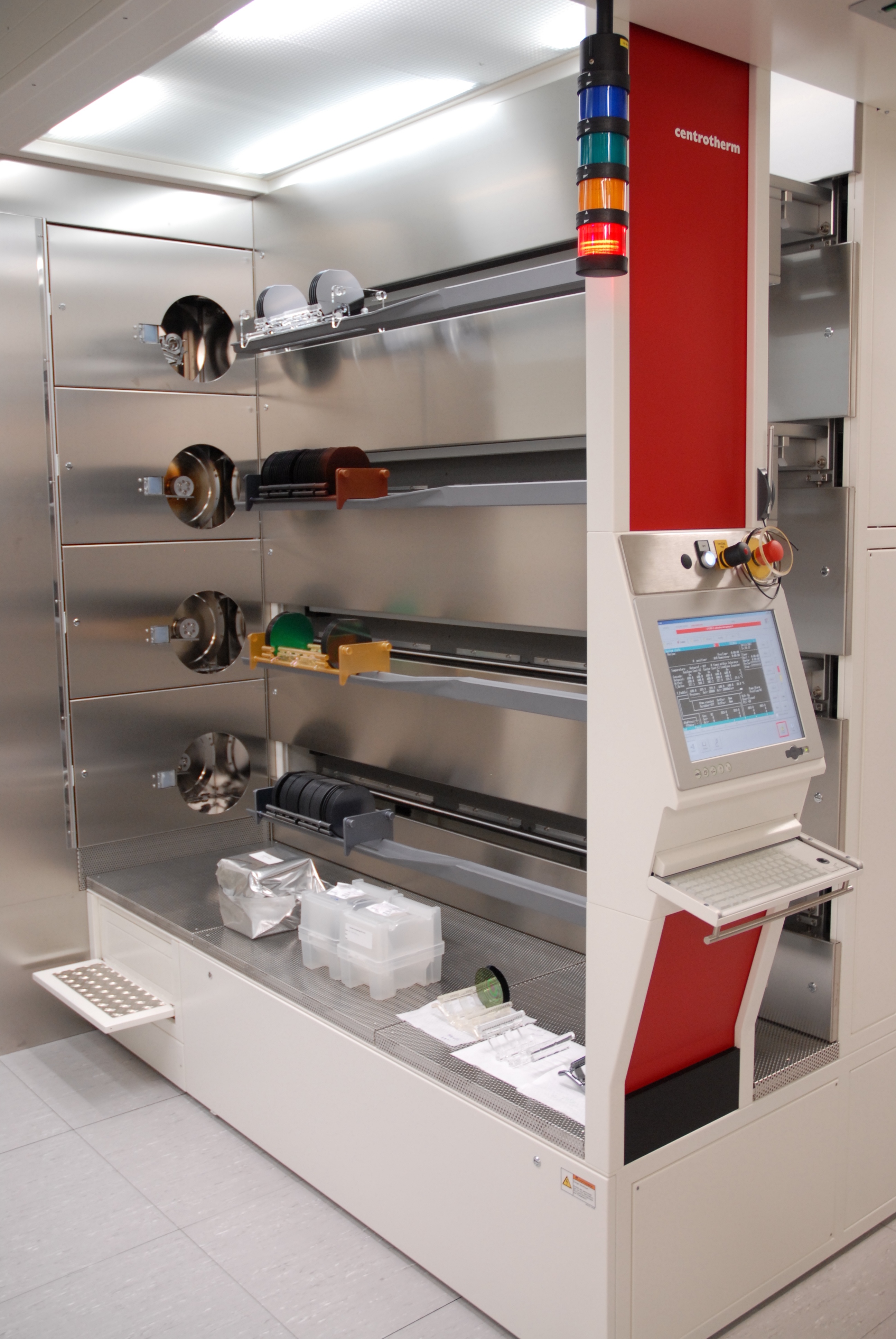
Màquina que s'empra per a l'oxidació tèrmica.

En la microfabricació, l'oxidació tèrmica és una manera de produir una fina capa d'òxid (generalment diòxid de silici) a la superfície d'una oblia. La tècnica obliga un agent oxidant a difondre's a l'oblia a alta temperatura i reaccionar amb ella. El model de Deal-Grove prediu sovint la taxa de creixement de l'òxid. L'oxidació tèrmica es pot aplicar a diferents materials, però més comunament implica l'oxidació de substrats de silici per produir diòxid de silici.